# Campionats del món de ciclisme en ruta de 1933
Els Campionats del món de ciclisme en ruta de 1933 es disputaren el 14 d'agost a Montlhéry, França.

## Resultats
| Proves :                         | Or                        | Or         | Argent                 | Argent   | Bronze                            | Bronze   |
| Professionals                    |                           |            |                        |          |                                   |          |
| Cursa en línia masculina detalls | Georges Speicher · França | 7h 08' 58" | Antonin Magne · França | + 5' 03" | Marinus Valentijn · Països Baixos | + 5' 04" |
| Amateurs                         |                           |            |                        |          |                                   |          |
| Cursa en línia masculina         | Paul Egli · Suïssa        | 3h 21' 48" | Kurt Stettler · Suïssa | + 51"    | Joseph Lowagie · Bèlgica          | + 2' 43" |

## Medaller
| Posició | País          | Or | Plata | Bronze | Total |
| 1       | França        | 1  | 1     | 0      | 2     |
| 1       | Suïssa        | 1  | 1     | 0      | 2     |
| 3       | Països Baixos | 0  | 0     | 1      | 1     |
| 3       | Bèlgica       | 0  | 0     | 1      | 1     |
| Total   | Total         | 2  | 2     | 2      | 6     |